# دانيال رايت
دانيال رايت (بالإنجليزية: Daniel Wright)‏ (10 سبتمبر 1984 بنورتش في المملكة المتحدة - ) هو نجار ولاعب كرة قدم بريطاني في مركز الهجوم.

## وصلات خارجية
- دانيال رايت على موقع قاعدة بيانات كرة القدم.إي يو (الإنجليزية)
- دانيال رايت على موقع Soccerbase.com (لاعب) (الإنجليزية)
- دانيال رايت على موقع Soccerway.com (الإنجليزية)